# بني سودة
بني سودة (بالإسبانية: Benisoda)‏ هي بلدية في كُماركة وادي البيضاء في منطقة بلنسية ، إسبانيا.